# Galería dorada

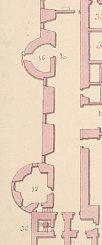
La galería en una copia del Plano de Gómez de Mora (1626) bajo el número 10. A la izquierda se ven los cubillos anexos a la galería.

La galería dorada (o galería del Poniente) fue una estancia del desaparecido Alcázar de Madrid, notable por su importancia artística, en el marco del Cuarto del Rey de ese edificio.

## Historia
El origen de la galería se encuentra en el corredor existente en la parte sur de la crujía oeste, situada también en el extremo de poniente del patio del rey.
A mediados del siglo XVI existía la estancia, siendo decorada y enriquecida por Gaspar Becerra, y sus alumnos, por orden de Felipe II en los años de 1563.Esta decoración en estilo manierista supuso un cambio, tanto en las techumbres del Alcázar (hasta entonces artesonados de gusto mudéjar), como en el uso de mármoles. El Bergamasco se encargó de la decoración del cubillo anexo a la galería, como de aquel que se le uniría posteriormente en su ampliación hacia el norte.

En 1641, el pintor Francisco Camilo que colaboraba en la decoración del Alcázar de Madrid, pintó en la Galería una serie de episodios extraídos de las Metamorfosis de Ovidio. Según Palomino se trataría de pinturas al fresco. Este último recoge la anécdota de que Felipe IV, al contemplarlas por primera vez comentó que
que Júpiter parecía Jesucristo, y Juno la Virgen Santísima 

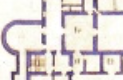
Planta parcial de la galería dorada a principios del siglo XVIII. (Plano de Teodoro Ardemans, 1705)

En este momento, también se realizaron otros cambios estructurales en la galería y su vecina al este, la pieza oscura. Estos cambios se llevaron a cabo para dar mayor luz a la pieza oscura, así como para comunicar la galería dorada con la Torre Dorada.
En 1668, durante su viaje, Cosme de Médici (futuro gran duque de Toscana) admiró los tapices de la serie de los Planetas que colgaban en la estancia.
Posteriormente, la galería se ampliaría hacia el norte, incorporando las denominadas peçezuelas, correspondientes a los dos cubillos, estancias semicirculares que correspondían a las torres defensivas del alcázar-fortaleza.
Su desaparición se produciría antes del Incendio del Alcázar, ya que, durante el reinado de Felipe V fue dividida para formar alcobas con destino a diversos cargos palatinos y oficinas, cercanos al monarca: Padre Confesor, la Furriera, el Guardarropa, la Secretaría de la Cámara y el Barbero de corps.

## Descripción
La galería, en su estado final, se extendía desde la mitad del lado occidental de la crujía oeste hasta el final de la misma donde se situaba la Torre Dorada. La galería se enclavada en la mitad del conocido como Cuarto del Rey. Bajo este nombre, se conocía el principal conjunto de estancias destinadas al monarca en el Alcázar. La galería constituía una estancia dentro del Cuarto del Rey, que ostentaba un carácter eminentemente privado. Este hecho se debía a situarse más allá de la conocida como cámara del rey.
En el lado este de la galería y hacia su mitad, se abría la alcobilla que fue primitivamente dormitorio del rey. En el mismo lado pero al sur, lindaba con la conocida como Pieza Oscura.
Desde el punto de vista ceremonial, la Galería era un punto importante de la etiqueta de la corte española. Por ejemplo, era el lugar hasta el que pasaban los consejeros de la Cámara de Castilla acompañando al presidente del Consejo de Castilla en su audiencia con el monarca, tras la consulta de los viernes en la Antecámara del Alcázar.Así mismo, esperaban en la galería, el presidente de los procuradores asistentes a Cortes, el secretario de cámara y los Procuradores de Toledo; al rey, en la ceremonia de proposición de Cortes.
En el Plano de Gómez de Mora se representa bajo el número 10.

### Individuales
1. ↑  Barbeito, 1992, pp. 43-46.
2. 1 2 3  Íñiguez Almech, 1952, p. 74.
3. ↑  Palomino, Antonio (1744). «11. Juan Bautista el Bergamasco».  En Sampson Woodfall, Henry, ed. Las vidas de los pintores y estatuarios eminentes españoles. Londres. p. 6.
4. ↑  García Cueto, David (2006). Seicento boloñés y Siglo de Oro español: el arte, la época, los protagonistas. CEEH. p. 220. ISBN 978-84-934643-6-3. Consultado el 8 de junio de 2023.
5. ↑  Blanco Mozo, José Luis (2003). Alonso Carbonel (1583-1660), arquitectos del Rey y del Conde -Duque de Olivares (Tesis de Doctor). Universidad Autónoma de Madrid. pp. 354-356.
6. ↑  Citado en Fermosel Jiménez, David; Sánchez Molledo, José María (2019). «Cosme de Mêdici en Madrid en el año 1668». Anales del Instituto de Estudios Madrileños (59): 355-383. ISSN 0584-6374. Consultado el 6 de junio de 2023.
7. ↑  Gómez-Centurión Jiménez, Carlos (30 de diciembre de 1996). «Etiqueta y ceremonial palatino durante el reinado de Felipe V: El reglamento de entradas de 1709 y el acceso a la persona del rey». Hispania 56 (194): 965-1005. ISSN 1988-8368. doi:10.3989/hispania.1996.v56.i194.721. Consultado el 8 de junio de 2023.
8. ↑  Orson, 1986, p. 20.
9. ↑  Rodríguez Villa, 1875, p. 162.
10. ↑  Rodríguez Villa, 1875, p. 105.